# Höfleiner Kurve
| Strecke vor dem namensgebenden Aufseßhöflein |                           |                              |                      |
| Streckennummer (DB): | 5103                      |                              |                      |
| Streckenlänge: | 1,165 km ehemals: 2,06 km |                              |                      |
| Spurweite: | 1435 mm (Normalspur)      |                              |                      |
| Stromsystem: | 15 kV 16,7 Hz ~           |                              |                      |
| Minimaler Radius: | 300 m                     |                              |                      |
| Streckengeschwindigkeit: | 60 km/h                   |                              |                      |
| Zugbeeinflussung: | PZB                       |                              |                      |
| Zweigleisigkeit: | bis 1963                  |                              |                      |
| |                           |                              |                      |
| \| \| \| von Hof, von Leipzig \| \| \| \| 0,000 \| Hallstadt (b Bamberg) \| 244 m ü. NHN \| \| \| 0,895 \| Hallstadt (b Bamberg) (Abzw) \| 243 m ü. NHN \| \| \| \| nach Bamberg \| \| \| \| \| von Bamberg \| \| \| \| 2,060 \| Höflein (Abzw) \| 237 m ü. NHN \| \| \| \| nach Rottendorf \| \| \| \| \| \| \| \| Quellen: [2][3] \| \| \| \| |                           |                              |                      |
| Strecke |                           | von Hof, von Leipzig         | von Hof, von Leipzig |
| ehemaliger Bahnhof | 0,000                     | Hallstadt (b Bamberg)        | 244 m ü. NHN         |
| Blockstelle | 0,895                     | Hallstadt (b Bamberg) (Abzw) | 243 m ü. NHN         |
| Abzweig geradeaus und nach links |                           | nach Bamberg                 | nach Bamberg         |
| Abzweig geradeaus und von links |                           | von Bamberg                  | von Bamberg          |
| Blockstelle | 2,060                     | Höflein (Abzw)               | 237 m ü. NHN         |
| Strecke |                           | nach Rottendorf              | nach Rottendorf      |
| |                           |                              |                      |
| Quellen: |                           |                              |                      |

Die Höfleiner Kurve ist eine Verbindungskurve nördlich des Bahnhofs Bamberg zwischen den Betriebsstellen Hallstadt (b Bamberg) an der Strecke Richtung Hof und Höflein an der Strecke Richtung Rottendorf.

## Geschichte

### Planung, Errichtung und Inbetriebnahme
Bereits 1938 beabsichtigte die Deutsche Reichsbahn den Bau der Verbindungskurve zwischen den Bahnstrecken Bamberg–Hof und Bamberg–Rottendorf. Dabei war ein Abriss des Schlosses Aufseßhöflein und eine Querung des Schlossgeländes vorgesehen. Aufgrund des historischen, kunsthistorischen und stadtbildlichen Werts regte sich Widerstand gegen einen Abriss des damals baufälligen Gebäudes. Nach Erbschaftsstreitigkeiten verkaufte der Erbe 1941 das Gelände an die Reichsbahn. Die Kurve wurde daraufhin wenige Meter hinter dem Aufseßhöflein vorbeigeführt, das bestehen und bewohnt blieb. Der Ausgangspunkt der Strecke, der damalige Bahnhof Hallstadt (b Bamberg) an der Hofer Strecke wurde im selben Jahr mit zwei neuen mechanischen Stellwerken der Bauform Einheit Mw ausgestattet. Als Ende der Strecke wurde an der Rottendorfer Strecke an der Stelle eines Schrankenpostens die nach dem Schloss benannte Abzweigstelle Höflein eingerichtet. Dort wurde ein Stellwerk der gleichen Bauform in Betrieb genommen. Die Strecke war von Beginn an zweigleisig und wurde am 21. Juli 1941 eröffnet.

### Deutsche Bundesbahn
1963 baute die Deutsche Bundesbahn im Rahmen von Vereinfachungen des Spurplans das zweite Gleis zurück.
Zusammen mit der Bahnstrecke Bamberg–Rottendorf wurde die Strecke elektrifiziert und der elektrische Betrieb am 22. September 1971 aufgenommen.
An beiden Betriebsstellen wurden zum 23. November 1980 die mechanischen Stellwerke durch eine Fernstellung vom Relaisstellwerk Bf aus dem Bahnhof Bamberg ersetzt.

### Verkehrsprojekt Deutsche Einheit 8
Im Rahmen des Verkehrsprojekts Deutsche Einheit Nr. 8.1 als Teil der Ausbaustrecke Nürnberg–Ebensfeld wurde beim Umbau des Bahnhofs Hallstadt in eine Abzweigstelle 2021 der Streckenbeginn um etwa 200 Meter nach Norden verschoben und die neue Abzweigstelle über eine Fernstellung in das elektronische Stellwerk Breitengüßbach integriert.
Die DB InfraGO plant, im Rahmen des Verkehrsprojekt Deutsche Einheit Nr. 8.1 den einzigen Bahnübergang an der Strecke durch eine Unterführung eines Geh- und Radweges zu ersetzen.

## Verkehr
Die Kurve hatte im Zweiten Weltkrieg eine strategische Bedeutung zur nördlichen Umfahrung und Vermeidung von Fahrtrichtungswechseln im damals überlasteten Bahnhof Bamberg für Militärzüge. Nach dem Krieg war die Strecke nur noch schwach ausgelastet.
Die Strecke wird von wenigen Güterzügen befahren. In der Zugzahlenprognose des Bundes waren 2018 für das Jahr 2030 für beide Fahrtrichtungen 20 Güterzüge innerhalb von 24 Stunden prognostiziert.
Die Strecke wird seit der Inbetriebnahme der Neubaustrecke Ebensfeld–Erfurt 2017 bei großräumigen Umleitungen zwischen Hanau und Erfurt Hauptbahnhof von Zügen des Personenfernverkehrs befahren.